# 雅罗斯拉夫尔区 (莫斯科)
雅罗斯拉夫尔区（俄語：Ярославский район）是莫斯科东北行政区的一区，面积7.99平方公里，人口98,861人。它与洛西诺奥斯特罗夫斯克区、巴布什金区、罗斯托基诺区和都会城区接壤。